# Cratere Janssen (Marte)
Janssen è un cratere sulla superficie di Marte.
Il cratere è dedicato all'astronomo francese Pierre Jules César Janssen.